# Liszteske-bödice
A liszteske-bödice (Clitostethus arcuatus) a katicabogárfélék családjába tartozó, Eurázsiában, Észak-Afrikában, Nyugat-Ázsiában és Észak-Amerikában honos, liszteskékkel táplálkozó bogárfaj.

## Megjelenése
A liszteske-bödice testhossza kb. 1,5 mm. Felülnézetben tagolatlan széles ovális alakú. Könnyen felismerhető a szárnyfedői közepén lévő nagy, sötét, világos peremű foltpárról és a körülötte lévő világosabb, lópatkószerű rajzolatról. A hát vége felé néha egy világos vonal is látható. Színe változatos, lehet barna, halvány- vagy sötétbarna is. Feje általában sötét, előtora halványabb, változó kiterjedésű sötét foltokkal. Lábai és csápjai világosak. Felső felszínét finom, ezüstös szőrök borítják. Feje finoman, ritkásan pontozott, szemei nagyok. Csápjai kb. fejszélességnyi hosszúak, színük sárgás, vastagodó végük sötétebb. Az előtör szintén nagyon finoman és ritkásan pontozott; ez a szárnyfedőkön erősebb. 

## Elterjedése
Eurázsiában (a Brit-szigetektől Kelet-Oroszországig), Észak-Afrikában és a Közel-Keleten honos. Inkább délen gyakori, Skandináviából és a Baltikumból hiányzik. Kaliforniában a biológiai növényvédelemben használták és kivadult; azóta széleskörűen elterjedt az Egyesült Államokban és Kanadában. 

## Életmódja
Elsősorban lombos- és fenyőerdőkben, cserjésekben él, de mindenütt előfordulhat (kertekben, gyümölcsösökben is), ahol zsákmánya nagy számban megtalálható. Ragadozó, a liszteskékre (vagy molytetvekre) specializálódott, de megeszi a levéltetveket vagy a takácsatkák petéit is. Gyakran megtalálható a borostyánon vagy magyalon és ezeken is telel. Kora tavasszal válik aktívvá és szétrajzik a liszteskével fertőzött növényekre. Ősszel egészen októberig látható. 

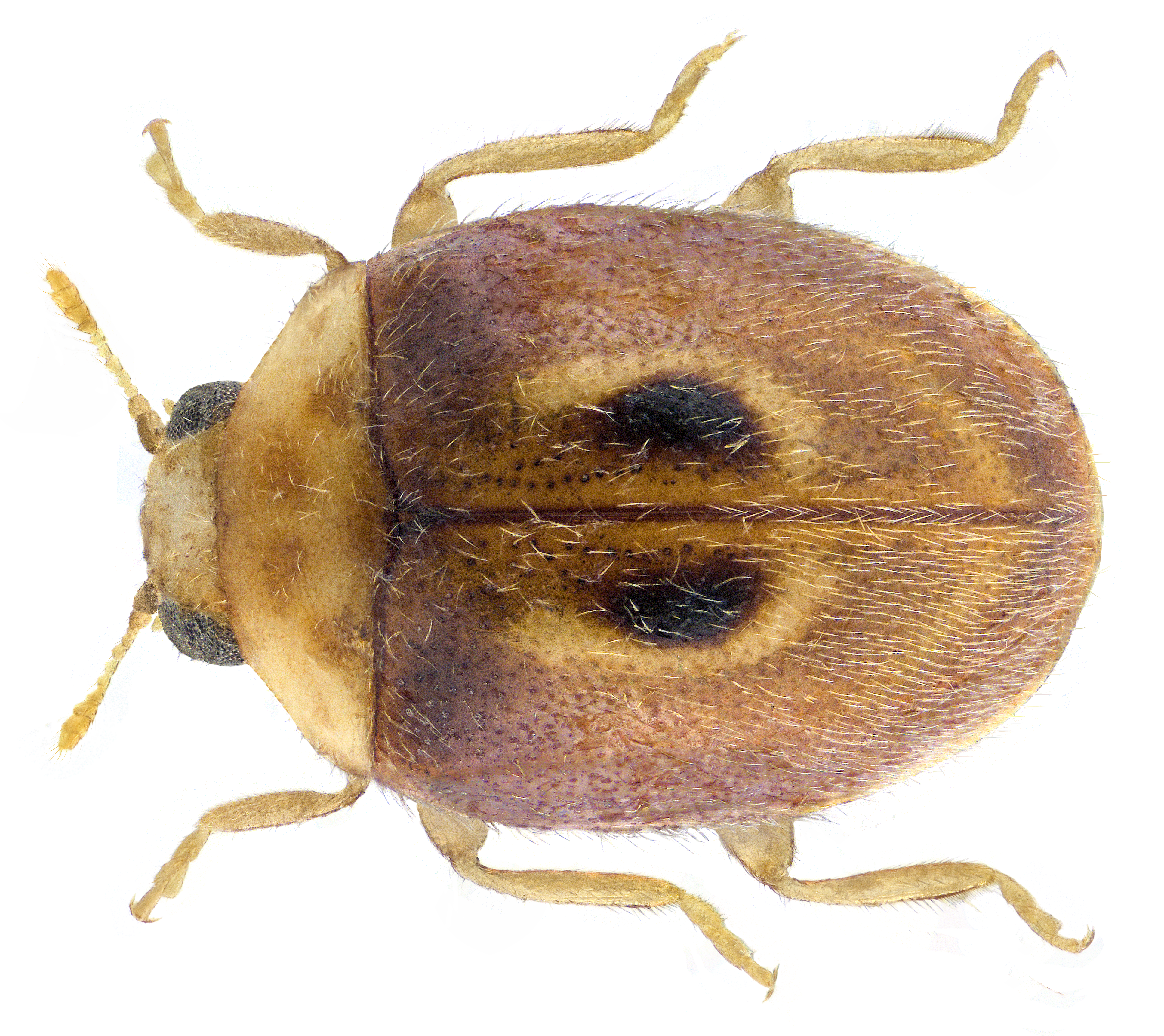
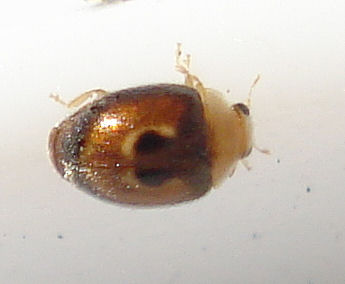
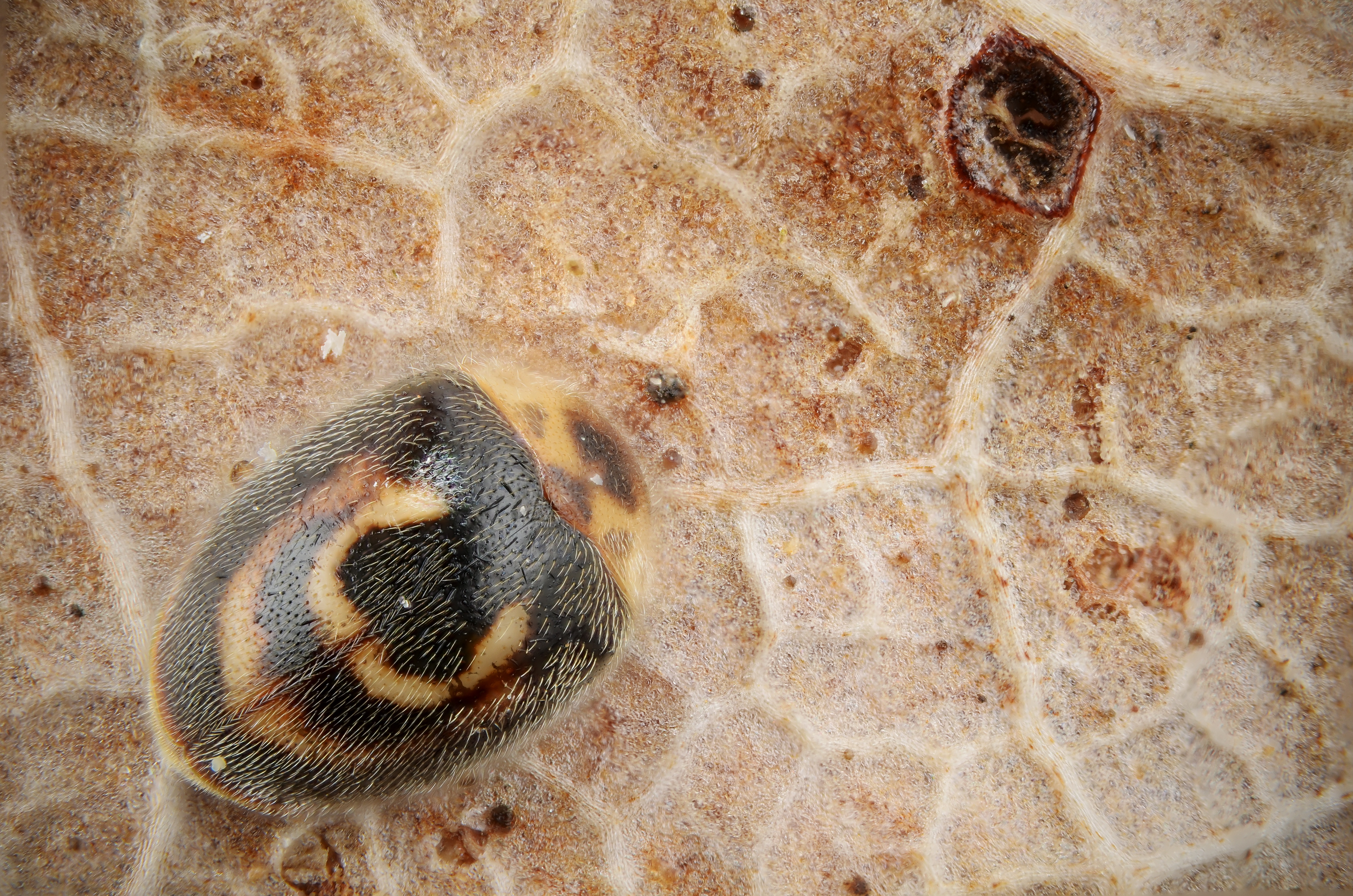
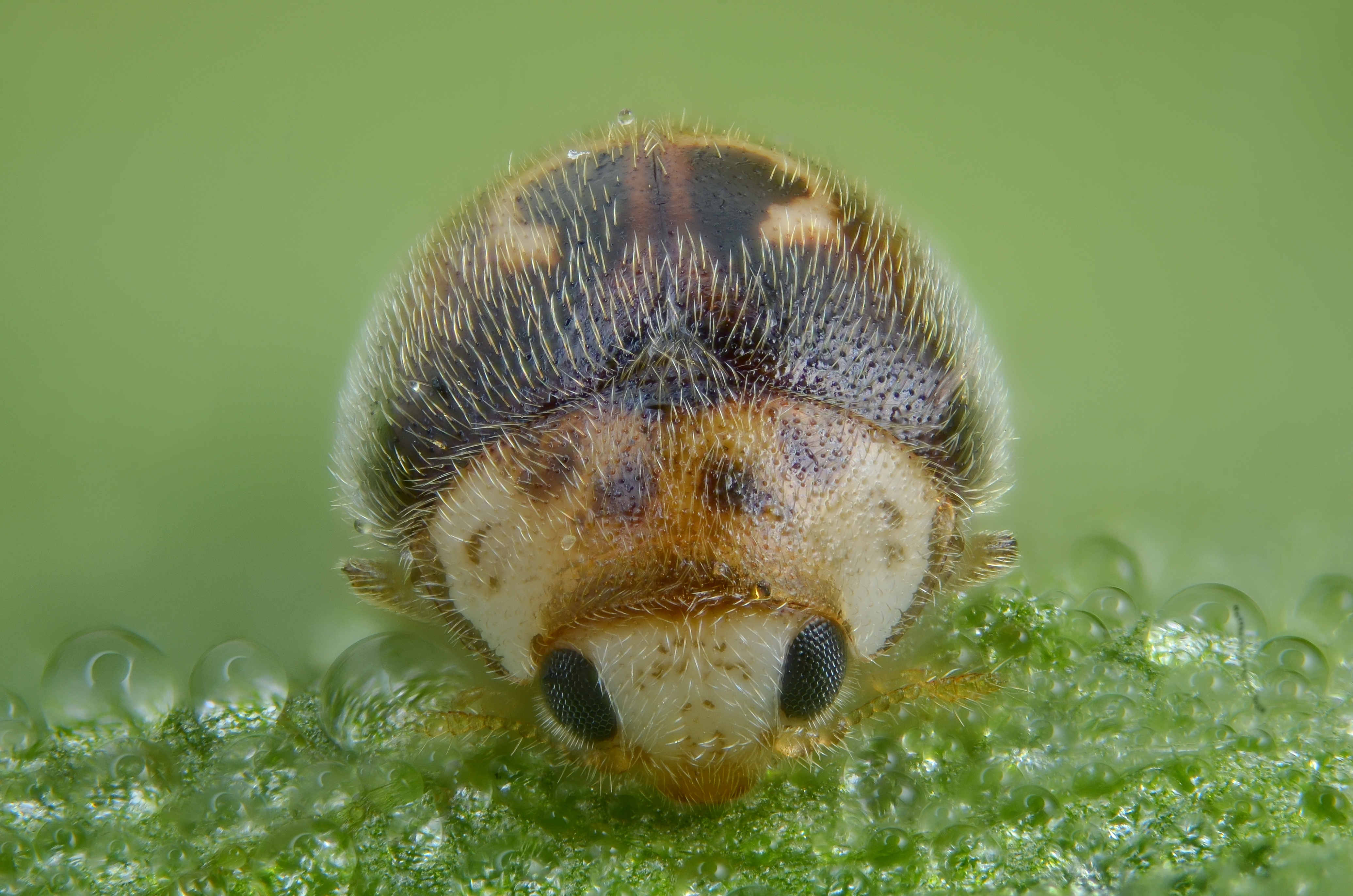
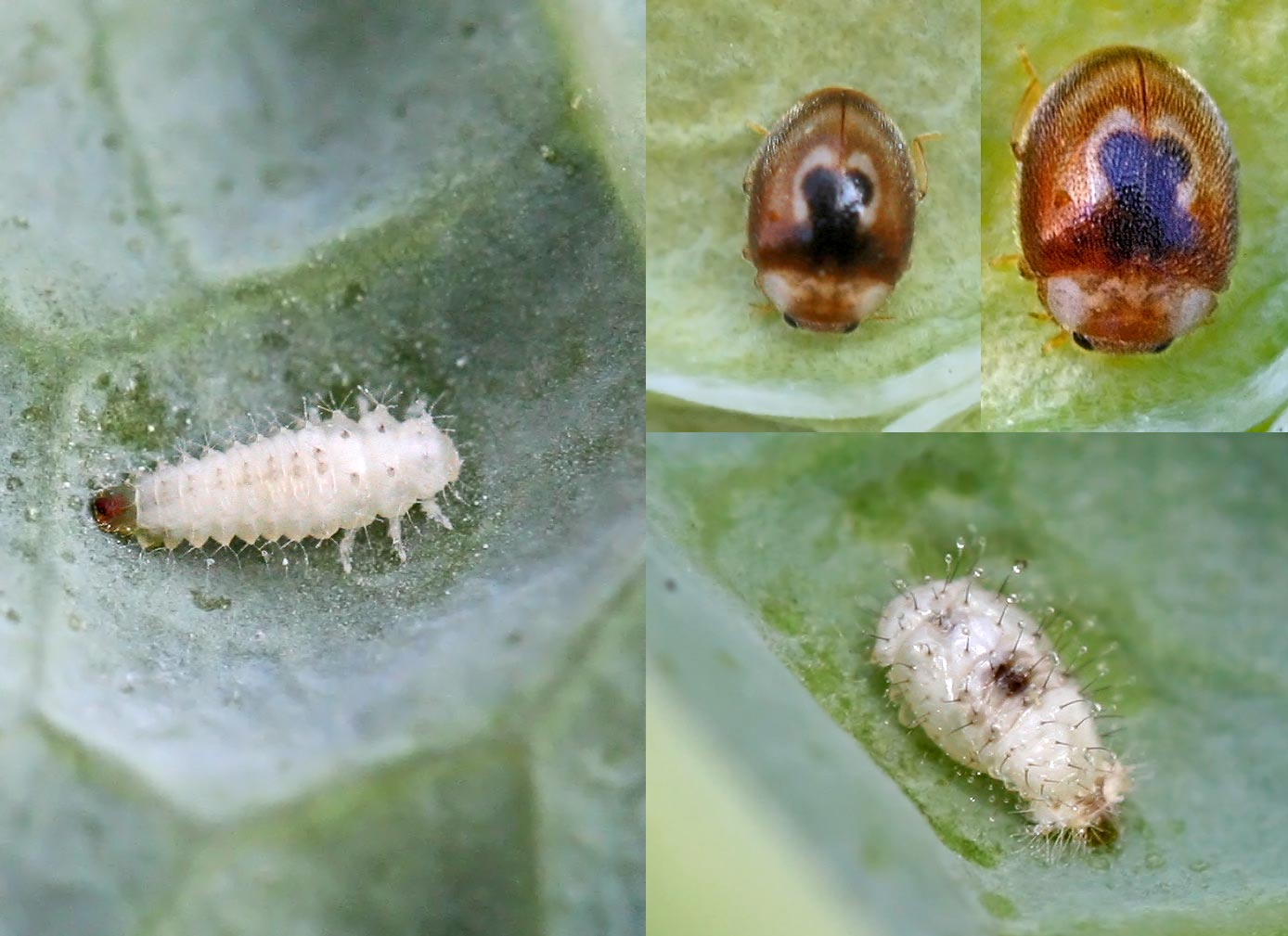

Magyarországon nem védett.